# Chat
Chat [čet] je krátká komunikace nebo rozhovor dvou nebo více lidí prostřednictvím komunikační sítě (slovo chat se v angličtině běžně používá pro klábosení, pokec, přátelský rozhovor). Uskutečňuje se vždy v reálném čase. V užším smyslu se při chatu komunikuje formou psaného textu.
V technologickém smyslu se původně jednalo o čistě textovou formu komunikace, při které mohly být vyměňovány pouze znaky. Pro chat byl zaveden komunikační protokol IRC. Později se k tomuto způsobu přidala možnost přenášet zvuk, případně i obraz. Mluví se pak o audiochatu, případně videochatu.
Před nástupem sociálních sítí byly populární i tzv. „webchaty“. Ty jsou založeny na protokolu HTTP a texty jsou zobrazovány pravidelnou aktualizací stránky. Ještě častější variantou chatu je služba známá jako instant messaging. Mezi nejpoužívanější příklady této služby patřily Jabber, ICQ nebo MSN.
S nástupem chytrých telefonů se chat rozšířil i do aplikací jako je např. WhatsApp, Signal, Telegram, Tencent QQ, či WeChat.
Poslední dobou se však uživatelé k webchatům vrací a popularita opět roste. Mezi nejrychleji rostoucí patří například Chatuju.
Chat je vestavěn i v implementacích některých p2p sítí, jako např. Direct Connect.

## Software a protokol
- Discord
- Gadu-Gadu
- Google Talk (či Google Hangouts, již nedostupné)
- ICQ (OSCAR)
- Internet Relay Chat (IRC)
- Jabber (XMPP)
- Miranda NG
- MUD
- Riot (Matrix)
- Pidgin
- Skype
- Teamspeak (TS)
- Windows Live Messenger (převedeno pod Skype)
- Yahoo! Messenger (již nedostupné)